# Teleki Béla (főispán)
Vitéz széki gróf Teleki Béla (Gyömrő, 1896. október 2. – Asunción, Paraguay, 1969. szeptember 12.) földbirtokos, politikus, Zala vármegye főispánja, a zalavármegyei Magyar Vöröskereszt Egylet elnöke, mezőgazdász, egyetemi tanár, a Nemzetvédelmi Kereszt tulajdonosa.

## Családja és származása

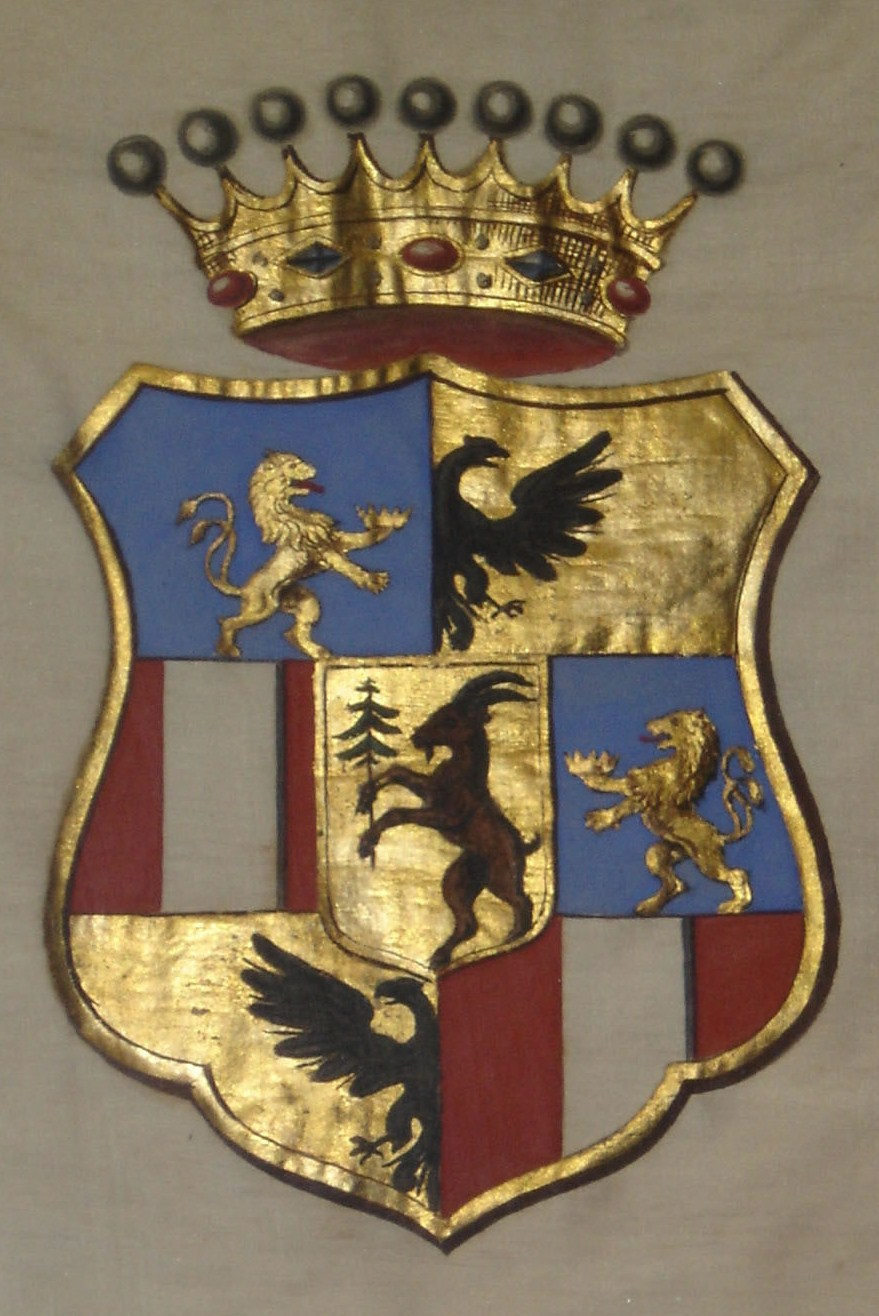
A gróf széki Teleki család címere.

A széki gróf Teleki család református ágának a leszármazottja. Édesapja széki gróf Teleki Tibor (1871–1942), földbirtokos, koronaőr, királyi titkos tanácsos, felsőházi tag, édesanyja sárvár-felsővidéki gróf Széchényi Alice (1871–1945) volt. Az apai nagyszülei széki gróf Teleki Sándor (1829–1875), aranysarkantyús vitéz, a Szent István rend kis-keresztese, a Johannita rend lovagja, a pesti református egyházmegye segéd-gondnoka, nagybirtokos, és széki gróf Teleki Jozefina (1838–1915), az Országos Nőképző-Egylet örökös díszelnöke voltak. Az anyai nagyszülei sárvár-felsővidéki gróf Széchenyi Béla (1837–1918) magyar utazó, koronaőr (a "legnagyobb magyar" Széchenyi István gróf fia), és monoszlói és monyorókeréki gróf Erdődy Johanna (1846–1872) voltak. Teleki Béla grófnak az öccse dr. gróf Teleki László (1912–1962), földbirtokos, 20. századi magyarországi református ifjúsági vezető, cserkész volt.

## Élete
A budapesti református főgimnáziumban végezte a középiskolai tanulmányait. Ezt követően 1914-ben beiratkozott a Magyaróvári Magyar Királyi Gazdasági Akadémiára, azonban az első év befejezése után megszakította tanulmányait és önkéntesként tartalékos tüzértiszti tanfolyamon vett részt, ahonnan 1915. december közepén került ki az első világháború frontjára. Még a háború alatt folytatta, majd 1919-ben befejezte felsőfokú mezőgazdasági tanulmányait. Ezt követően apja gyömrői birtokát vezette, majd pedig 1932-ben anyja zalai birtokára, Pölöskére költözött családjával együtt.
Zala vármegyében jelentős szerepet vállalt a gazdatársadalmi mozgalmakban, és egyben több szervezetnek is vezetője volt, például az Alsódunántúli Zöldmező Egyesületnek, a Zalavármegyei Gazdasági Egyesületnek is. 1936-ban a Darányi-kormány őt nevezte ki Zala vármegye főispánjának. Ezt a tisztséget 1936. november 25-étől egészen 1944. október 27-éig töltötte be. (Mindszenty) Pehm József zalaegerszegi plébános, a zalamegyei legitimista körök vezetője rossz viszonyban volt az 1936-ban kinevezett gróf Teleki Bélával; az egerszegi plébános, aki legitimistaként ellenezte Egységes Pártot, a Darányi-kormány politikai vágását se támogatta. A zalaegerszegi római katolikus plébános már azt is sértésnek vette, hogy a kormány a katolikus Zalába református főispánt nevezett ki. Később Teleki gróf esetenként valóban előnyben részesítette felekezetének tagjait az állami segélyek kiutalásánál, állásbetöltéseknél, kitüntetésre való előterjesztéseknél; a főispánsága alatt az addig Zalából kiszorított több központi politikai elv és szellemiségi vonás virágozni kezdtek a vármegyében. A belső baráti köréhez többek között tartozott vitéz boldogfai Farkas Sándor (1880–1946), ezredes, aki a főispán kérésére, a már nyugdíjas katonatiszt, több közszerepet vállalt, például a Zala vármegye Vitézi Rend székkapitányságot is, és egyben egyik legnagyobb támogatója volt a vármegyében a főispánsága alatt. 1940-ben az Országos Vitézi Szék vitéz széki gróf Teleki Béla tartalékos főhadnagy, aranysarkantyús vitézt, a pacsai járás vitézi hadnagyát, Zala vármegye főispánját, a Vitézi Rend érdekében hosszú időn át kifejtett önzetlen, értékes és eredményes munkásságának elismeréséül Zala vármegye tiszteletbeli vitézi székkapitányává kinevezte.
1941. április 16.-án a Muraköz visszatért a Magyar Királysághoz a Jugoszlávia államtól; aznap a magyar csapatok bevonultak az Alsólendvára, az Alsólendvai járásra. A főispán első körútja a visszatért zalai déli területeken ekkor indult. Vitéz gróf Teleki Béla kormánybiztos-főispán 1941. április 23.-án dr. Brand Sándor alispánnal, dr. Szalay Gyula vármegyei tiszti főügyésszel, dr. Takács László tiszti főorvossal, Énekes Béla számvevőségi főnökkel, dr. nemesnépi Marthon György (1907-1968) másodfőjegyzővel és dr. Józsa Fábián tiszteletbeli főszolgabíró, főispáni titkárral együtt Alsólendvára utazott, ahol a vármegye a járási katonai parancsnokság, illetve a katonai közigazgatás búcsúztatására ebédet adott. Megjelent ott vitéz Horváth Ferenc vezérőrnagy, a Muravidék katonai parancsnoka segédtisztjével, vitéz nemes Martsa Sándor ezredes vezetésével az egész katonai közigazgatási szervezet, dr. Apáti József főszolgabíró, dr. Schmidt István tiszteletbeli főszolgabíró, a belatinci szólgabírói kirendeltség vezetője és a polgári közigazgatás kinevezett szervei, dr. Széll György királyi közjegyző, Alsólendva képviseletében pedig Dervarics Elemér községbíró és Grassanovits Ottó főjegyző. A visszatért Muraköz fővárosa ünnepi lobogódíszben látta vendégül a főispánt, aki a polgári közigazgatás átvétele után akkor elsőízben tett látogatást a Zrínyiek városában. Vitéz gróf Teleki Béla mindenekelőtt Horváth Ferenc vezérőrnagynál tett az alispánnal, együttes látogatást, azután a főbírói hivatalt szemlélték meg, majd a ferenceseknél szentmisét hallgattak.
Politikai nézetkülönbségek miatt a Szálasi-kormány legelején, 1944. október 27-én, az egységes párti nyilaskeresztes kormányt nem támogató Teleki Béla gróf a főispáni hivataláról lemondott; távozásakor kijelentette, hogy "ha a főispáni székből távozik is, azért hűséggel itt marad a vármegyében és küzd azokért a magyar eszményekért, amelyeket nyolcévi főispánsága alatt mindig magaelőtt látott." Távozásakor az újságban Teleki Béla grófról azt írták, hogy "mindig a magyar munka politikáját követte, működését számos szociális, egészségügyi és művelődési intézmény, közlekedési úthálózat létrehozatala jellemezte. Oncsaházak, egészségházak, orvos-, jegyzőlakások és iskolák épültek és az épitőmunka a háború ellenére is tartott. Igazi munkás főispán volt, aki fáradhatatlanul dolgozott azon, hogy a szegénység gondjain segítsen, a hadigondozottak ügyét intézményesen istápolja és hogy az igazság érvényesülésével lelkibékét, összhangot teremtsen ebben a vármegyében."
A háború végén családjával együtt nyugatra menekült. Kint először, 1949-ig a francia katonai bíróság tolmácsa, majd Paraguayban volt különböző nagybirtokok gazdasági vezetője. Egy ideig az asuncióni Facultad de Agronomicán az állattenyésztés tanára. 1961-ben a Paraguayi Magyar Egyesület elnökévé választották.
1969-ben hunyt el és az asuncióni temetőben nyugszik.

## Emlékezete
A főispán aktív és odaadó szerepet vállalt az 1942-ben felszentelt zalaegerszegi református templom építésével kapcsolatban és egyben a főgondnoka is volt. Ezért a templom melletti emlékművön a főispán arcának a domborműve is található, Kálvin Jánoséval és Fekete Károlyéval együtt.

## Házassága és gyermekei
1921. augusztus 29-én feleségül vette Perbenyikon székhelyi gróf Majláth Mária (*Perbenyik, 1897. szeptember 3.–†Asunción, Paraguay, 1963. május 5.) kisasszonyt, székhelyi gróf Mailáth József (1858–1940) és sárvár-felsővidéki gróf Széchenyi Mária Franciska Georgina (1963–1932) lányát. Az apai nagyszülei székhelyi Mailáth György (1818–1883), országbíró, és Prandau-Hilleprand Stefánia (1832-1914) bárónő voltak. Az anyai nagyszülei gróf Széchényi Pál miniszter valamint csíkszentkirályi és krasznahorkai gróf Andrássy Erzsébet (1840–1926) voltak. Teleki Béla gróf és Majláth Mária grófnő házasságából született:
- gróf Teleki Alice (Gyömrő, 1922. május 25.–†Asunción, Paraguay, 1993. augusztus 7.). Férje: Rönnebeck Gerhard Bruno (Berlin, 1904. július 24.– Asunción, Paraguay, 1982. június 7.), szövőüzem tulajdonos
- gróf Teleki Mária (*Budapest, 1925. július 2.–Llíria, Spanyolország, 1996. február 19.). Férje: Désiré Jean Charles Orens (Braine-l'Alleud, Belgium, 1920. szeptember 25.), belga kir. konzul Asunciónban.
- gróf Teleki Tibor (Budapest, 1928. május 15.–Buenos Aires, Argentína, 1998). 1.f.: báró Maria Kast von Ebelsberg (Alttitschen, 1929. november 14.). 2.f.: Gonzáles Correa-Bustos Esther (Buenos Aires, 1936. november 5.–Buenos Aires, 1998. augusztus 18.)
- gróf Teleki István (Nagykanizsa, 1934. április 7.–?). Neje: Maria Beatríz von Eggers (Buenos Aires, 1934. május 30.)